# Врансько (Врансько)
Врансько (словен. Vransko) — поселення в общині Врансько, Савинський регіон, Словенія. 
Висота над рівнем моря: 340 м.